# Хајрам (Охајо)
Хајрам (енгл. Hiram) град је у америчкој савезној држави Охајо.

## Демографија
По попису из 2010. године број становника је 1.406, што је 164 (13,2%) становника више него 2000. године.
| Група             | 2000.         | 2010.         |
| Белци             | 1.123 (90,4%) | 1.181 (84,0%) |
| Афроамериканци    | 67 (5,4%)     | 115 (8,2%)    |
| Азијати           | 18 (1,4%)     | 47 (3,3%)     |
| Хиспаноамериканци | 20 (1,6%)     | 30 (2,1%)     |
| Укупно            | 1.242         | 1.406         |